# Коул, Финн
Финн Коул (англ. Finn Cole; род. 9 ноября 1995, Лондон) — английский актёр.

## Биография
Родился 9 ноября 1995 года в Лондоне. У него есть четыре брата, старший из которых — Джо Коул — также является актёром.
Обучение актёрскому мастерству Финн начал ещё в школе, а в 17 лет он поступил в Национальный молодёжный театр Лондона.

## Карьера
Актёрская карьера Финна началась в 2012 году, когда он получил эпизодическую роль в фильме «Преступник».
Позже Финн получил роль Майкла Грея в телесериале «Острые козырьки» британского канала BBC Two, в котором снимается с 2014 года.
Среди других крупных проектов актёра можно также отметить телесериал «Царство животных» и фильм «Страна грёз».

## Фильмография
| Год       |    | Русское название    | Оригинальное название  | Роль            |
| --------- | -- | ------------------- | ---------------------- | --------------- |
| 2012      | ф  | Преступник          | Offender               | буйный парень   |
| 2014—2022 | с  | Острые козырьки     | Peaky Blinders         | Майкл Грей      |
| 2015      | тф | Визит инспектора    | An Inspector Calls     | Эрик Бирлинг    |
| 2015      | с  | Льюис               | Lewis                  | Олли Тедман     |
| 2016—2022 | с  | Царство животных    | Animal Kingdom         | Джошуа Коди     |
| 2018      | ф  | Скотобойня рулит!   | Slaughterhouse Rulez   | Дон Уоллес      |
| 2019      | ф  | Страна грёз         | Dreamland              | Юджин Эванс     |
| 2020      | ф  | Дублинские дебоширы | Here Are the Young Men | Джозеф Кирни    |
| 2021      | ф  | Форсаж 9            | Fast & Furious 9       | молодой Джейкоб |
| 2025      | ф  | Дыхание шторма      | Last Breath            | Крис Лемонс     |